# U-Bahnhof Bülowstraße

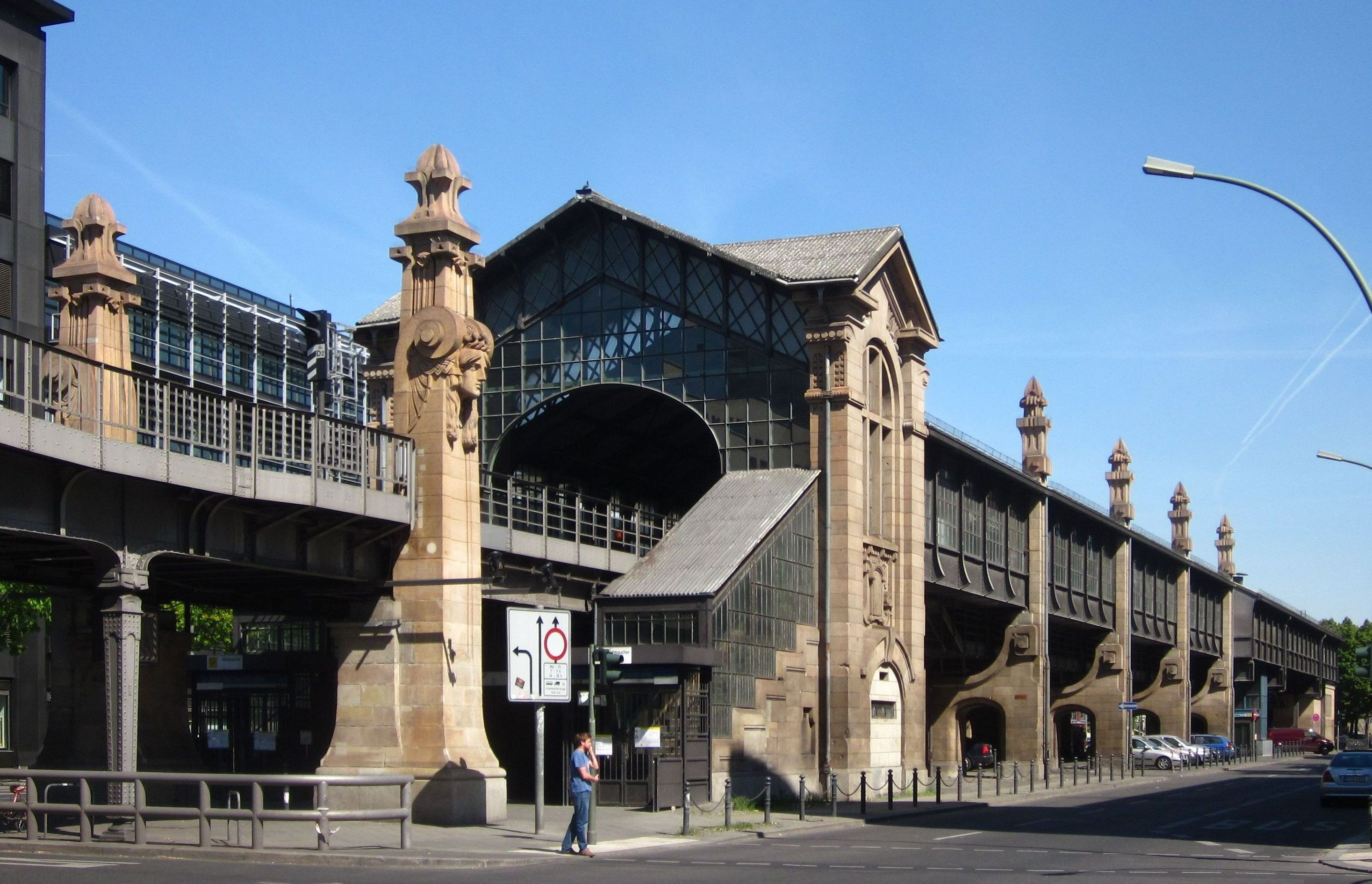
U-Bahnhof Bülowstraße (Blick von der Potsdamer Straße in Richtung Osten)

Der U-Bahnhof Bülowstraße ist ein am 11. März 1902 eröffneter Hochbahnhof der U-Bahn-Linie U2 der Berliner U-Bahn. Im Bahnhofsverzeichnis der BVG trägt er die Bezeichnung Bs. Die Station ist in der Bülowstraße im Ortsteil Schöneberg gelegen, zwischen Potsdamer Straße und Steinmetzstraße. Wie auch die Straße ist der U-Bahnhof nach dem preußischen General Friedrich Wilhelm Bülow von Dennewitz benannt. Die Station ist auf voller Länge überdacht; sie verfügt über zwei Aufzüge zu den Seitenbahnsteigen und gilt damit als barrierefrei.

## Geschichte

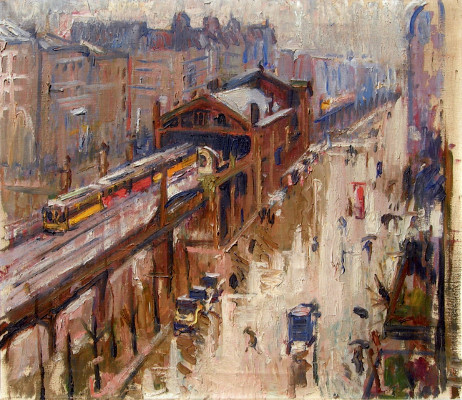
Bülowstraße, 1916
Gemälde von Emmy Gotzmann

Bruno Möhring entwarf diesen Bahnhof in der vornehmen Bülowstraße. Zur Umfahrung der Lutherkirche wurde östlich der Station die sogenannte „Pastorenkurve“ gebaut. Als Teil der westlichen Stammstrecke wurde die heute als Baudenkmal geltende Hochbahnstation Bülowstraße im März 1902 offiziell eröffnet.
Rudolf Möhring, der Sohn Bruno Möhrings, plante 1929 die Verlängerung der Halle. Im Zweiten Weltkrieg wurde der Bahnhof stark beschädigt, später aber – etwas einfacher – wieder errichtet.
Aufgrund des Baus der Berliner Mauer und der damit verbundenen Schließung des Bahnhofs Potsdamer Platz ging der Verkehr über die Hochbahnstrecke stark zurück. Da mit der Linie 1 über den 230 m nördlich gelegenen Bahnhof Kurfürstenstraße eine parallele Verbindung zwischen Nollendorfplatz und Gleisdreieck bestand, stellte die BVG 1972 den Verkehr über den Bahnhof Bülowstraße ganz ein. Im Hochbahnhof wurden Läden eingebaut und ausgemusterte U-Bahn-Wagen aufgestellt, die von 1978 bis 1991 als Türkischer Basar genutzt wurden. Im Juni 1991 wurden die Läden abgebaut und die alten U-Bahn-Wagen heruntergehoben und verschrottet.
Im November 1993 wurde der durchgehende Verkehr zwischen den Bahnhöfen Ruhleben und Vinetastraße wieder aufgenommen und damit auch der Bahnhof Bülowstraße für den U-Bahn-Verkehr wieder eröffnet. Im Jahr 2000 wurde die Linie U2 bis zum Umsteigebahnhof Pankow an der S-Bahn-Strecke nach Bernau verlängert.
Am 19. September 2024 wurde am Bahnhof eine Berliner Gedenktafel für Neşet Ertaş enthüllt, der dort von 1980 bis 1985 ein Musikgeschäft betrieb.

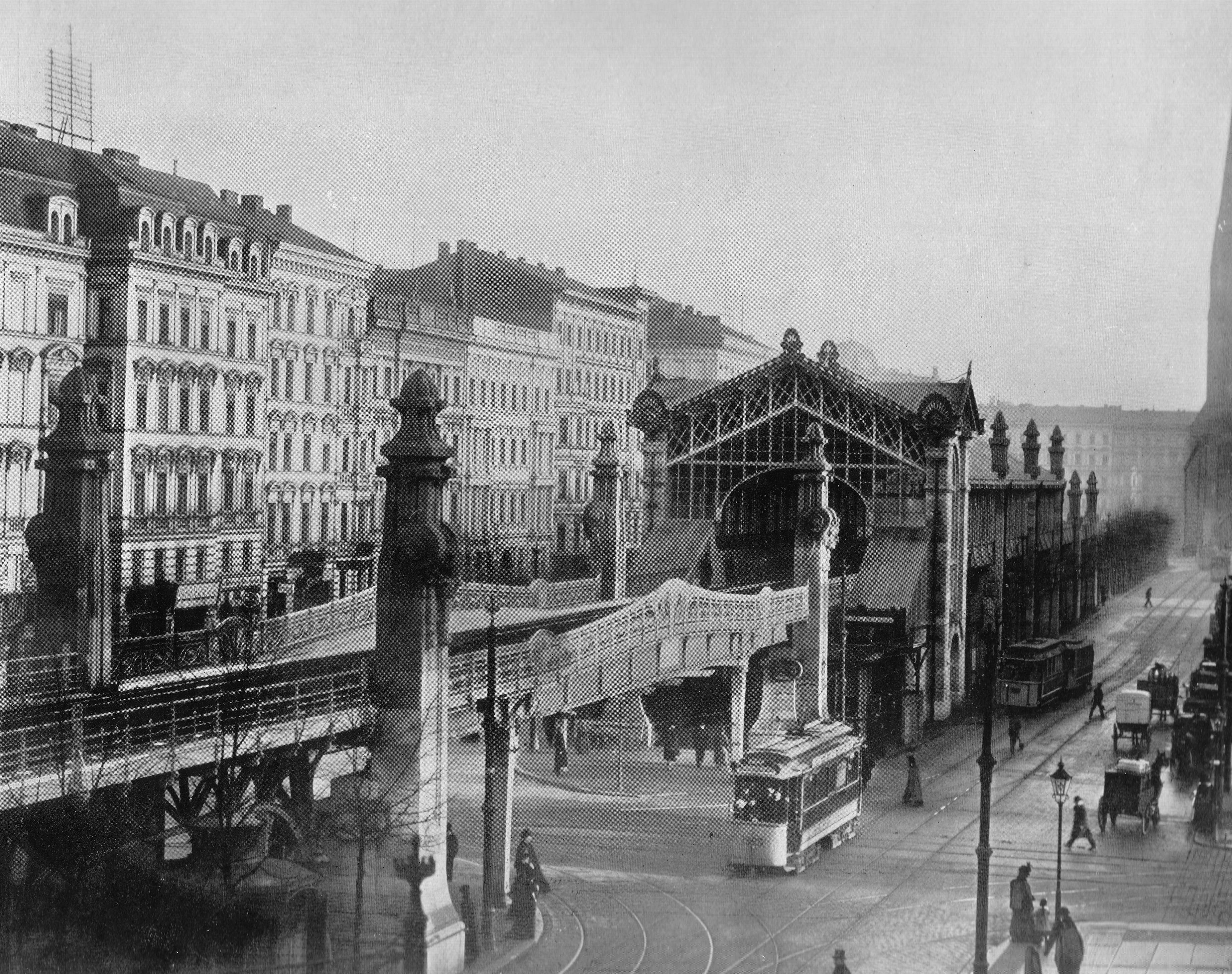
U-Bahnhof Bülowstraße (1903)
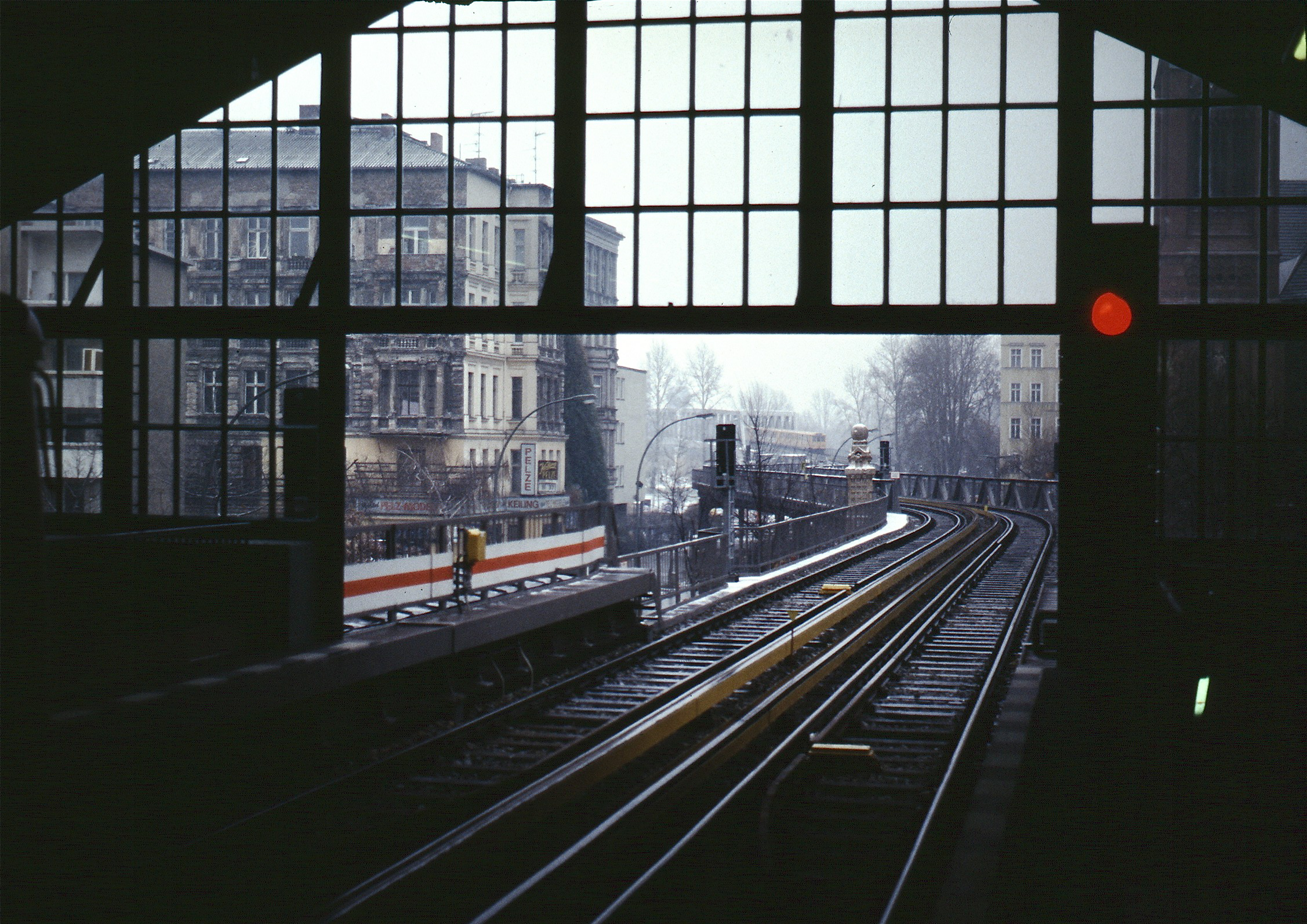
Strecke in Richtung Gleisdreieck mit „Pastorenkurve“ (1993)
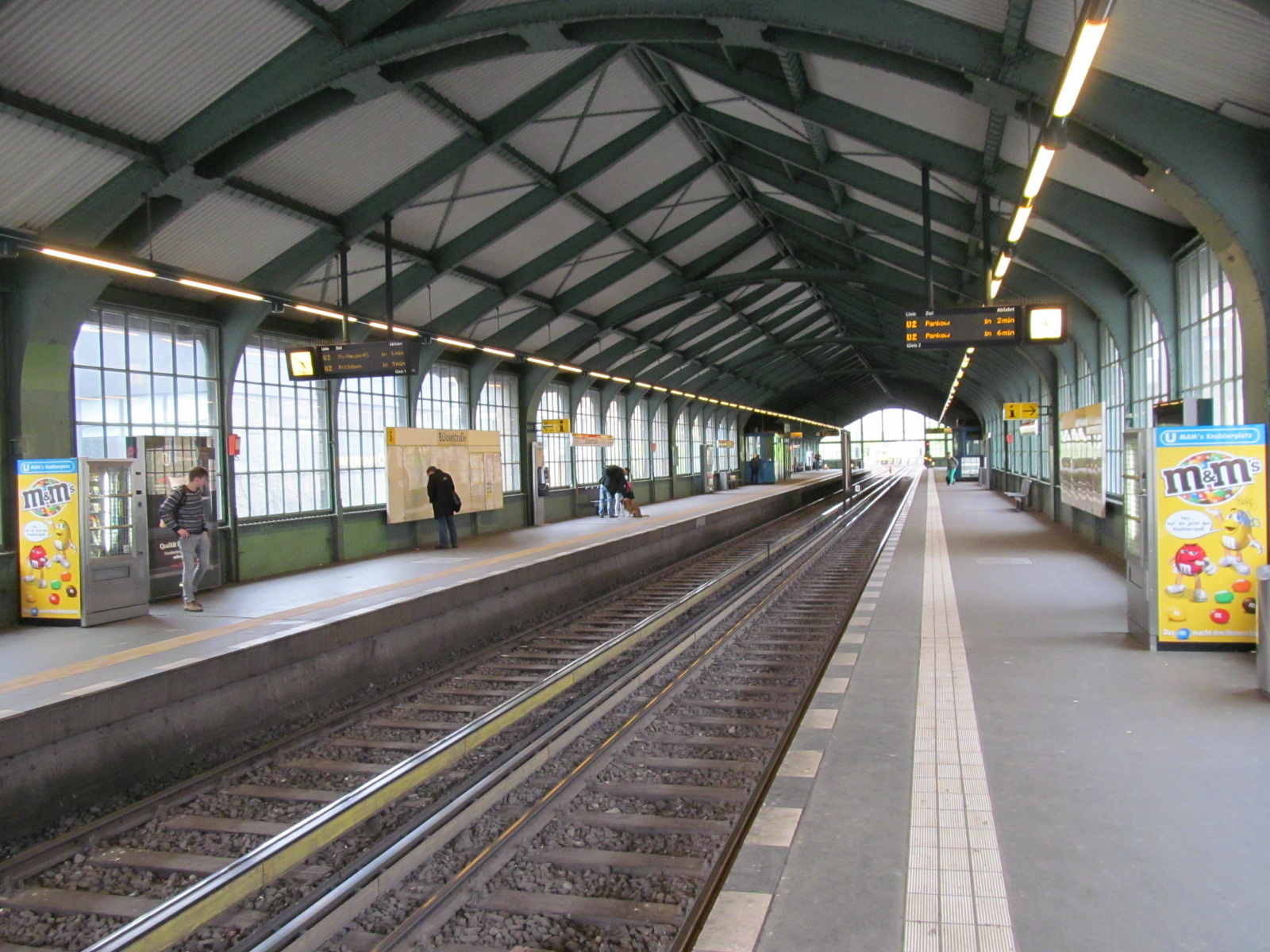
Bahnsteige
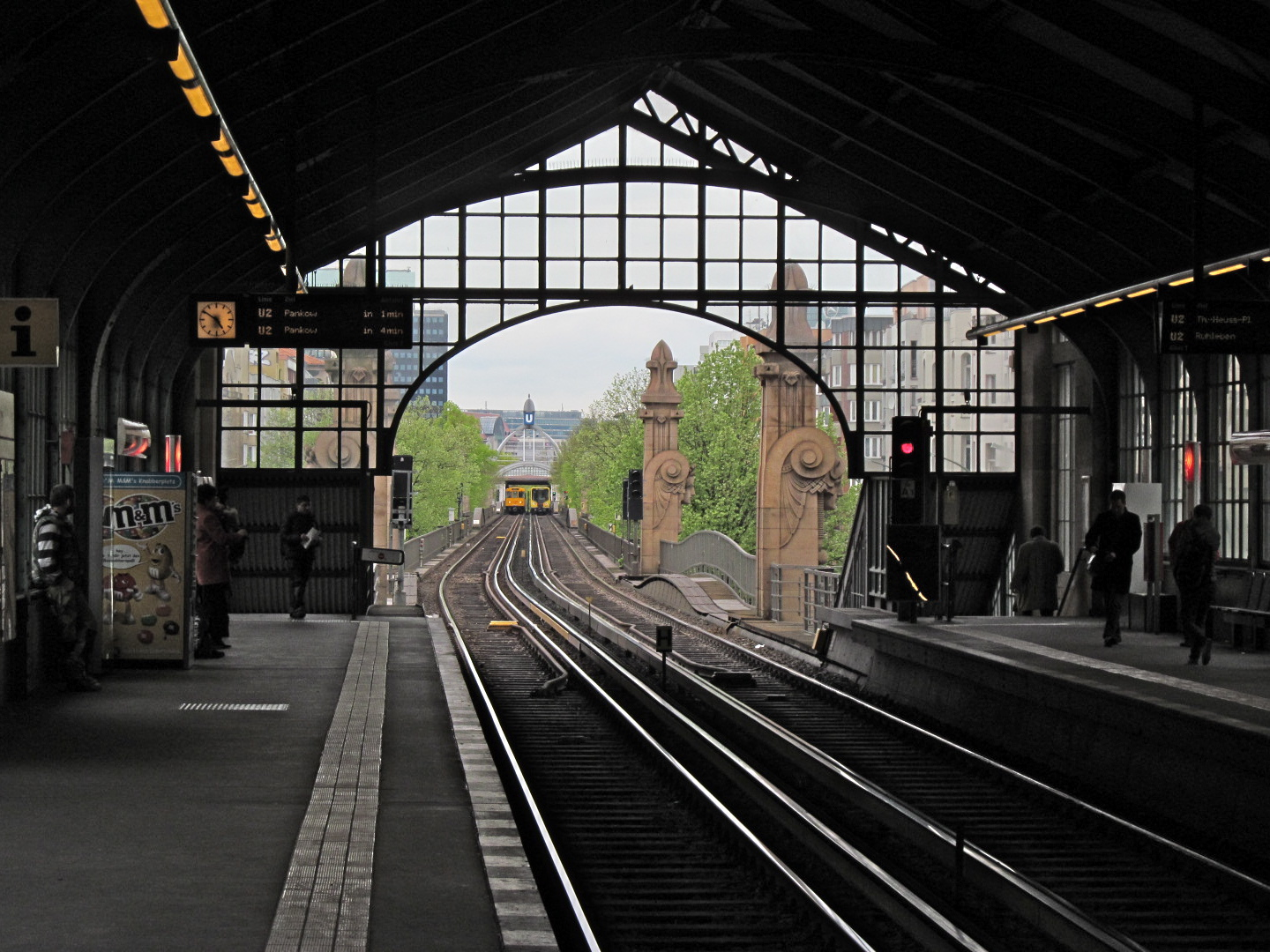
Strecke in Richtung Nollendorfplatz
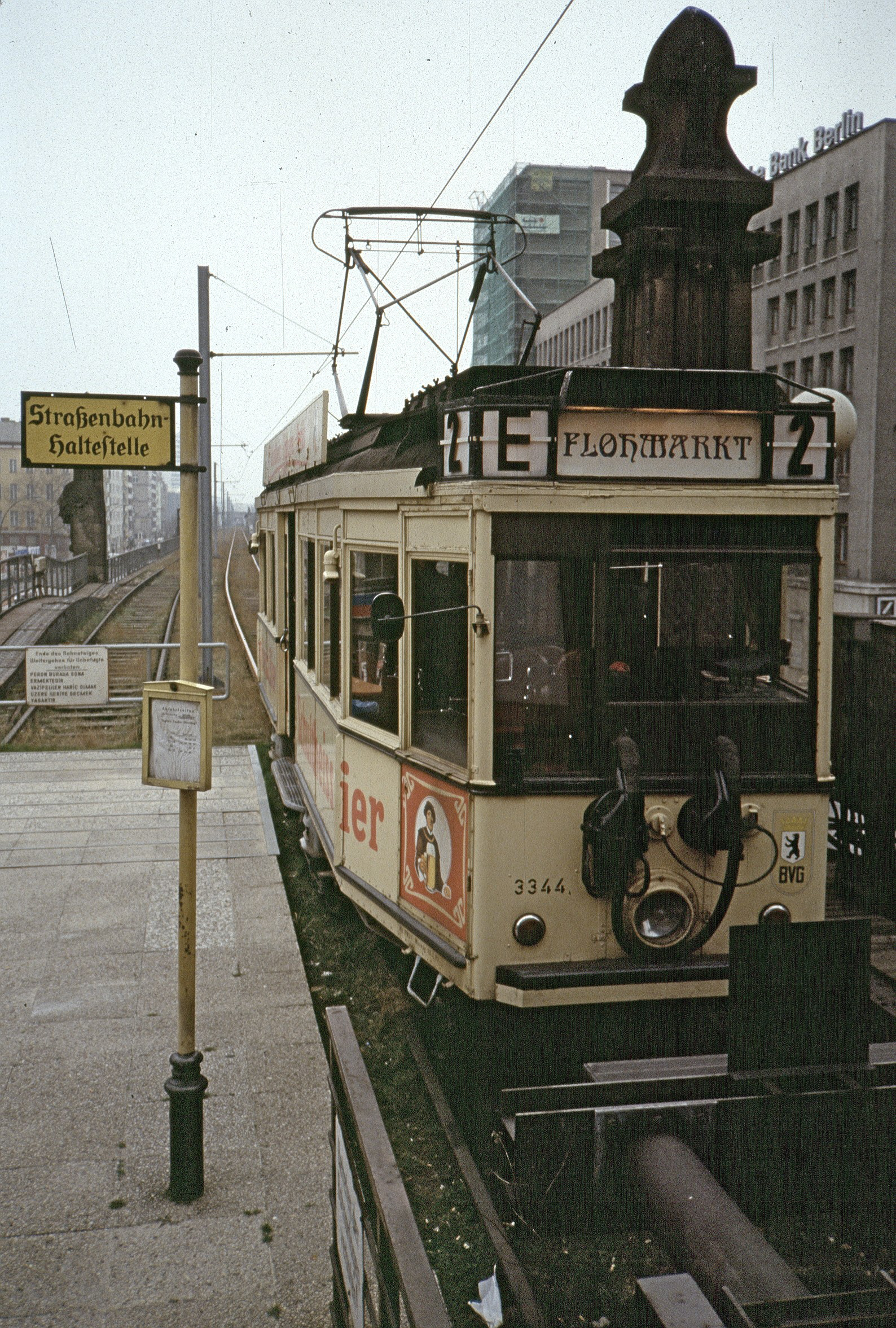
Museumsstraßenbahnwagen Bauart TM 33 an der Haltestelle Türkischer Basar (1988)
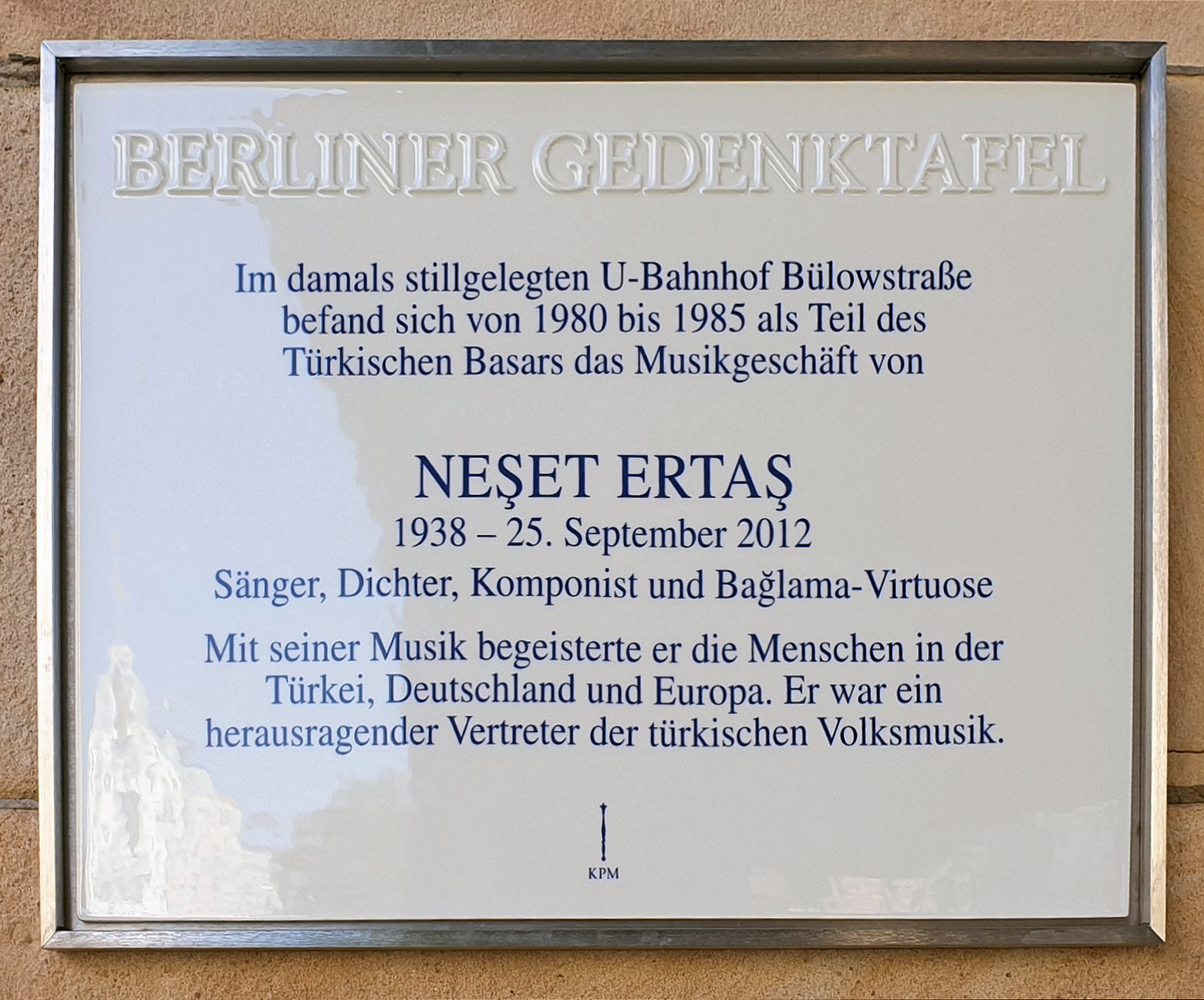
Berliner Gedenktafel für Neşet Ertaş

## Anbindung
| Linie | Verlauf |
| ----- | --- |
|       | Pankow – Vinetastraße – Schönhauser Allee – Eberswalder Straße – Senefelderplatz – Rosa-Luxemburg-Platz – Alexanderplatz – Klosterstraße – Märkisches Museum – Spittelmarkt – Hausvogteiplatz – Stadtmitte – Mohrenstraße – Potsdamer Platz – Mendelssohn-Bartholdy-Park – Gleisdreieck – Bülowstraße – Nollendorfplatz – Wittenbergplatz – Zoologischer Garten – Ernst-Reuter-Platz – Deutsche Oper – Bismarckstraße – Sophie-Charlotte-Platz – Kaiserdamm – Theodor-Heuss-Platz – Neu-Westend – Olympia-Stadion – Ruhleben |

Am U-Bahnhof bestehen Umsteigemöglichkeiten von der Linie U2 zu den Omnibuslinien M19, M48, M85, 106 und 187 der BVG.

## Trivia
- Der U-Bahnhof ist kurz im Musikvideo „Back in the Game“ von Snoop Dogg zu sehen, in dem auch noch weitere Hip-Hop-Stars auftreten.[6]